# Karl Welser

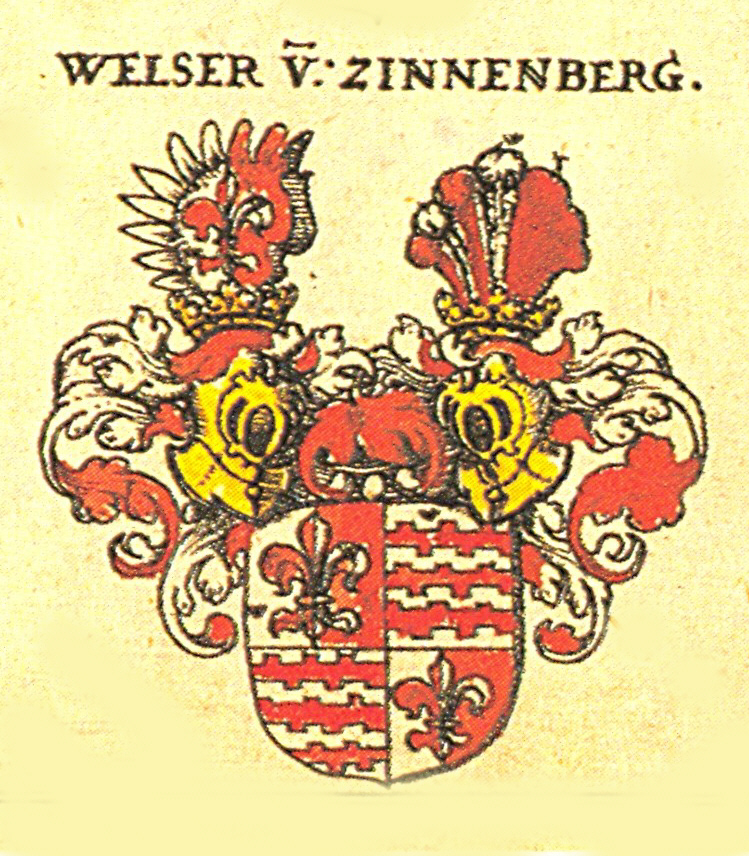
Wappen der Welser v. Zinnenberg

Karl Welser, seit 1564 Freiherr von Zinnenberg (* 4. Februar 1528 in Augsburg; † 24. Februar 1587 in Innsbruck), war ein einflussreicher Höfling, Landvogt, Geheimrat und Oberkämmerer. 

## Leben

### Herkunft
Karl Welser stammte aus einem alten Augsburger Patriziergeschlecht von Großkaufleuten, das dort bereits 1246 nachweisbar ist. Er war der Sohn des Kaufmanns Franz Welser (1497–1572) und dessen Ehefrau Anna geb. Adler (1507–1572), der Tochter des Kaufmanns Philipp Adler (1461–1532). Philippine Welser (1527–1580) war seine Schwester und der Kaufmann Bartholomäus V. Welser (1484–1561) sein Onkel. Auf Initiative seines Schwagers, Erzherzog Ferdinand II. von Tirol (1529–1595) vermählte er sich 1561 in Prag mit Eva von Schumburg. Bis 1566 hielt sich das Paar in Böhmen auf. Die Verschwendungssucht Welsers führte im Laufe seines Lebens zu einer großen Schuldenlast, die wiederholt Ferdinand II. beglich, das erste Mal 1566 bei seiner Abreise aus Prag. 1580 erfolgte die Tilgung eines Schuldenbriefes bei den Fuggern in Höhe von 2000 Gulden.

### Landvogt
1566 bewarb sich Welser um das Amt des Landvogtes der Markgrafschaft Burgau. Ferdinand II. erfüllte den Wunsch seines Schwagers. Sein Vorgänger Werner von Raitenau wurde trotz einer Vereinbarung ihm im Falle eines Amtsverzichtes 10.000 Gulden zurückzuzahlen, abgesetzt. Die neue Stellung verschaffte Welser ein Gehalt von 600 Gulden, ferner 200 Gulden Dienstgeld und 480 Gulden für die Hofbesoldung. Eva Welser erhielt eine Pension von 400 Gulden. Trotz Einwände der Kammer bedachte Ferdinand II. das Paar mit großzügigen Schenkungen, darunter den Stadelhof in Burgau und das Straßengericht im Markt Elze. Jährlich bezog Welser eine große Menge Salz aus einer Saline in Hall und kaufte ein Haus in Günzburg. Alle Erwerbungen Welsers wurden für steuerfrei erklärt. 1567 ernannte Ferdinand II. seinen Günstling zum Rat, 1572 zum Kämmerer und 1574 zum Freiherren von Zinnenberg. Als erzherzoglicher Gesandter nahm er 1575 an der Hochzeit von Philipp Ludwig von Pfalz-Neuburg mit Anna von Jülich-Kleve-Berg teil.

### Oberkämmerer
1580 gab Welser sein Amt als Landvogt auf, nutzte jedoch die Stellung passiv weiter. Sein Nachfolger wurde von 1582 bis 1587 Sebastian Schenk von Stauffenberg. Als Oberkämmerer verlegte Welser seinen Wohnsitz nach Innsbruck. In der Vogteiwohnung in Günzburg wurde weiterhin fürstlich gelebt. Gingen die Mittel aus sandte man einen Bittbrief nach Innsbruck. Die Vogteirechnungen betrugen im Durchschnitt 2000 bis 3000 Gulden, weshalb die Räte bei Ferdinand II. vorsprachen. Zu allem Überdruss forderte Welser von der Kammer ein höheres Personal an Beamten für seine Vogtei und beklagte sein Amt habe ihn 8000 Gulden von seinem eigenen Vermögen gekostet. In Münsterhausen protestierten Richter und Gemeinde gegen die von Eva Welser und aus Innsbruck auferlegten Steuerlasten. Durch Verkauf ihrer Habseligkeiten beglich Eva Welser 1582 einen Teil ihrer Schulden von 3000 Gulden.

### Nachleben
Karl Welser starb 1587. Seine von Meister Scalabrin entworfenes Marmorepitaph befindet sich in der Pfarrkirche von Innsbruck. Zeit seines Lebens hielt Ferdinand II. zu seinem Schwager, für dessen Begräbniskosten er aufkam. Welsers Ehe blieb kinderlos. Um das Erbe, welches ein großes Schuldendefizit beinhaltete, stritten seine Witwe Eva und die Söhne seiner Schwester Jaroslaw und Johann Kolowrat von Liebsteinsky. Zum Verwalter von Welsers Hinterlassenschaft wurde der Landvogt Schenk von Stauffenberg erklärt. Eva Welser betrachtete sich als alleinige Erbin, die laut ihrer Aussage mehr in die Ehe einbrachte als vorhanden war. Nach einer Schuldbegleichung von 11.000 Gulden waren noch 12.000 Gulden restliches Vermögen vorhanden, das in einem Schiedsspruch zu zwei Dritteln der Witwe und einem Drittel den Brüdern Kolowrat zugesprochen wurde.